# José Herrera Petere
José Herrera Aguilera, más conocido como José Herrera Petere (Guadalajara, España, 27 de octubre de 1909 - Ginebra, Suiza, 7 de febrero de 1977), fue un escritor español de la generación del 36, hijo del general Emilio Herrera Linares. Cultivó sobre todo la poesía, pero creó también en narrativa, cuentos infantiles y teatro. Militante comunista desde su juventud, fue autor de numerosos poemas y canciones de motivación y exaltación del bando republicano durante la Guerra Civil española.

## Biografía

### Infancia y juventud
Nace el 27 de octubre de 1909 en Guadalajara, hijo del ingeniero militar Emilio Herrera Linares, un pionero de la industria aeronáutica (que llegaría a ser presidente del gobierno de la II República española en el exilio entre 1960 y 1962) y de Irene Aguilera Cappa, y es bautizado con el nombre de José Emilio Ricardo Adolfo Vicente de Herrera y Aguilera. Al nacer le pusieron el sobrenombre de Petere en referencia a un niño que había llegado un mes antes a la ciudad en un circo y que gozó de gracejo y fama entre los espectadores. En 1914 su padre asciende a comandante y es destinado a Madrid, donde se trasladaría toda la familia hasta su exilio. Petere asiste al Colegio del Pilar de la capital española, donde estudiará hasta matricularse en 1927 en Derecho y en Filosofía y Letras en la Universidad Central de Madrid. En ese mismo año 1927, toma contacto con los impulsores de la primera Escuela de Vallecas, el escultor Alberto Sánchez Pérez y el pintor Benjamín Palencia, sumándose al grupo de curiosos que dicha escuela atraía, entre ellos Maruja Mallo y Rafael Alberti.

### República
Herrera Petere comienza a publicar poesía en revistas literarias y culturales como La Gaceta Literaria, Octubre, Cruz y Raya o Noroeste, y fundando otras con títulos tan estrafalarios como En España ya todo está preparado para que se enamoren los sacerdotes o Extremos a que ha llegado la poesía española, donde publicó una serie de poemas con los cuales llegó a llamar la atención de escritores ya reconocidos como Juan Ramón Jiménez, de vinculación sobre todo surrealista.También comienza a participar en círculos políticos, llegando a ingresar en 1931 en el Partido Comunista de España. Desde 1933 colabora en diversos actos de la Asociación de Escritores y Artistas Revolucionarios que en julio de 1933 publicó la revista Octubre, fundada por María Teresa León y Rafael Alberti.  En 1934 anuncia la publicación de dos libros que, sin embargo, nunca llegaría a escribir. Su primer libro lo publica en 1936 bajo el título de La parturienta, donde reúne diversos poemas publicados por él en los años anteriores en las distintas revistas donde ha colaborado y el cual prologa con un poema su amigo Rafael Alberti. Igualmente sus textos y poesías se pueden encontrar en las revistas Noreste, Nuestro Cinema o Nuestra Cultura. Con el triunfo del Frente Popular, se sintió llamado a participar en política, siendo  uno de los fundadores  de la Alianza de Intelectuales Antifascistas para la Defensa de la Cultura, institución de donde  nacería El Mono Azul, revista en la que también escribió.

### Guerra Civil

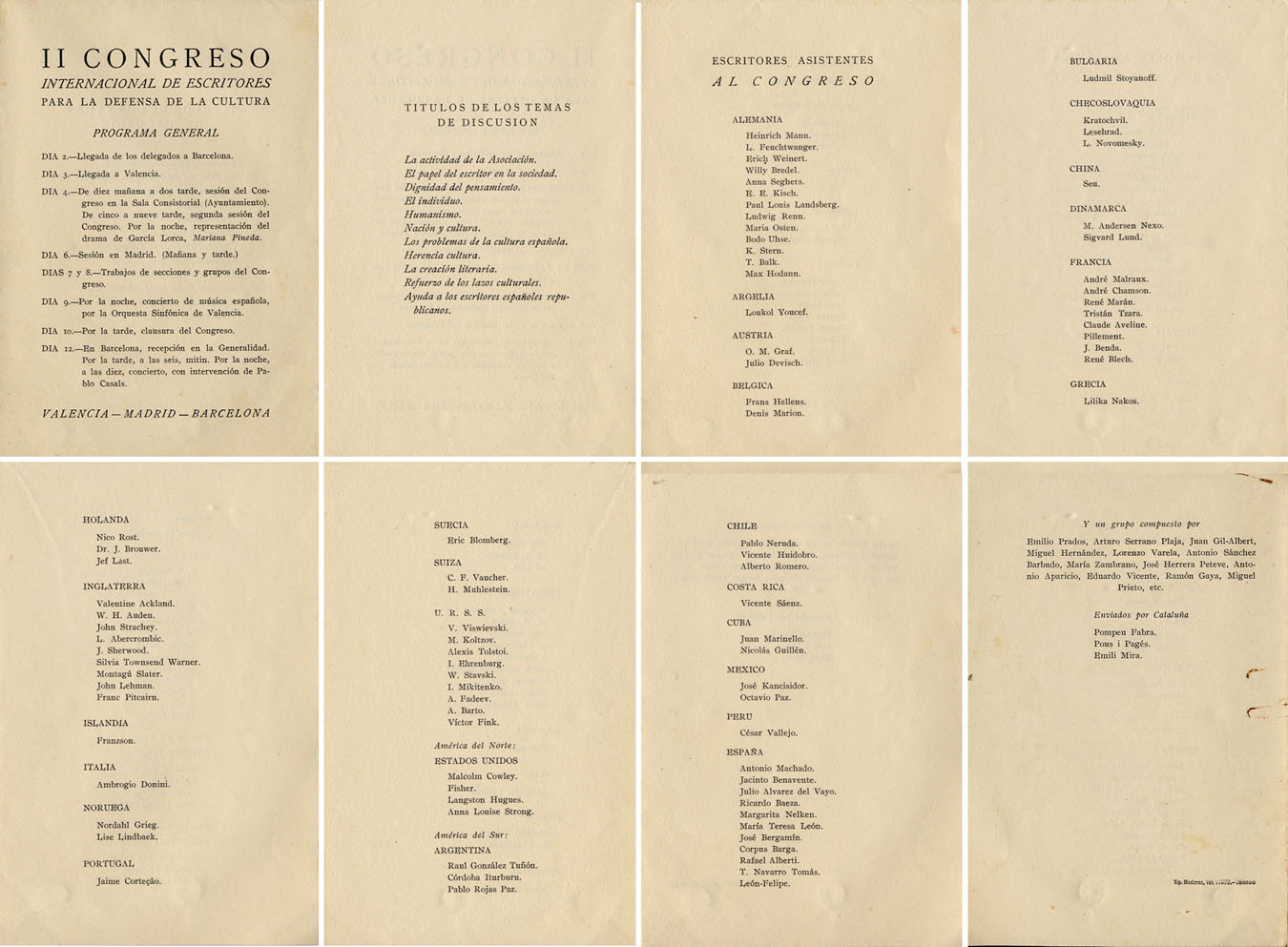
II Congreso internacional de escritores para la defensa de la cultura.

Al estallar la Guerra Civil en 1936, Petere se alista en el Quinto Regimiento  de Milicias Populares y participó como poeta y soldado en diversos frentes. En la guerra es cuando se convierte en un prolífico poeta, componiendo versos y canciones de arenga del bando republicano. Usa un lenguaje y una técnica sencillos, estilos como el romance o la copla y un carácter político con el fin de que pueda llegar a todos los soldados, especialmente los menos instruidos. Publica bien por octavillas sueltas, bien mediante distintas revistas como El Mono Azul, Hora de España o Milicia Popular, lo que le asegura una gran aceptación entre los combatientes y que sea el poeta más publicado durante esos años, tanto que muchos de sus poemas aparecerán recogidos en diversas recopilaciones de escritos sobre la Guerra Civil. Gran parte de su obra en los años de la guerra terminan siendo recogidos en el libro Guerra viva, publicado en 1938, obra que se ofrece como un testimonio vivo sobre la contienda desde el frente republicano. Ese año también publica Acero de Madrid, libro épico por el que recibió el Premio Nacional de Literatura. 
En plena guerra, el 15 de febrero de 1937, contrae matrimonio con Carmen Soler, la mujer que estará a su lado durante el resto de su vida. El 1 de septiembre de ese mismo año muere en el frente de Teruel su único hermano, de apenas 19 años, Emilio Herrera, piloto republicano, hecho que le marcará durante toda su vida, sumiéndole en una profunda melancolía que se verá reflejada en algunos de sus poemas posteriores.
Compuso romances y canciones en favor de la causa republicana, que gozaron de gran popularidad y que fueron después recogidos en el Romancero General de la Guerra Civil y en el Romancero General de la Guerra de España.

### Exilio
A raíz de la derrota del bando republicano en el frente de Cataluña, a comienzos del mes de febrero de 1939 sale exiliado a Francia. A los pocos días es internado en el campo de concentración de Saint-Cyprien, en los Pirineos Orientales franceses, de donde saldría en libertad gracias a la mediación de Pablo Picasso. Con él llega a París donde se reúne con su padre y con su esposa, exiliados poco tiempo antes. El 14 de abril nace su primer hijo, Emilio. En mayo, junto con otros exiliados españoles, se traslada a México, donde residirá durante casi un decenio, entre México, D. F. y Cuernavaca.
A su llegada a México Petere colabora con numerosas revistas, tales como Talleres, Romance, Las Españas o Nuestro Tiempo. También publica una serie de obras en verso y en teatro, como Niebla de cuernos (Entreacto en Europa), ¡Muera la inteligencia! o Rimado de Madrid.
En 1947 es contratado como funcionario de la Organización Internacional del Trabajo (OIT) con sede en Ginebra, donde se traslada con su familia a primeros de año y donde residirá el resto de su vidar. Desempeña cargos de editor y traductor de español. Desde Ginebra viaja con frecuencia a París para reunirse con amigos allí exiliados, como Rafael Alberti, Jorge Semprún o Francisco Giner de los Ríos Morales. Junto a estos dos últimos siguió colaborando en el Boletín de la Unión de Intelectuales Españoles. El trabajo en la OIT le reporta una buena solvencia económica y lo compagina con la publicación de una gran diversidad de obras en español y en francés, en su mayoría poética, como Árbol sin tierra (1950) o de teatro, como Carpio de Tajo (1957), el manual recopilatorio de obras literarias españolas Sommets de la Littérature Espagnole (12 tomos entre 1961-1963), en colaboración con el escritor suizo Georges Haldas, o el libro homenaje A Antonio Machado (1965), con ilustraciones de Picasso.
A lo largo de su exilio sólo regresa a España en 1972, con un permiso de estancia de dos meses. Durante este tiempo recorre distintos lugares donde batalló durante la Guerra Civil, como Somosierra, Torija, Trijueque, Burgos o Los Monegros, donde yacen los restos de su hermano. Acompañado por el editor y escritor José Esteban viaja también a Sigüenza y a su ciudad natal, Guadalajara. En Madrid realiza una lectura de poemas suyos en la sede de la editorial Turner acompañado por Blas de Otero, entre otros.
El 7 de marzo de 1976 recibe un multitudinario homenaje en el teatro Carouge de Ginebra por parte de exiliados españoles en Francia y Suiza. El 7 de febrero de 1977 muere en Ginebra. En el sepelio, en el cementerio Petit-Saconnex de la ciudad suiza, su vieja amiga María Zambrano lee un emotivo «Adiós a Petere» y en el Ateneo de Madrid se le rinde un homenaje en el que participan artistas de todos los campos, como Aurora Albornoz, el escritor José Esteban, el actor Juan Diego o Rosa Vicente. El 4 de abril de 1979 el Club del Libro Español le dedica otro homenaje en el que acuden numerosos amigos suyos, y en 1984 es la Biblioteca Nacional de España la encargada de realizar unas jornadas en Madrid sobre él, organizadas por Rafael Alberti, Rafael Sánchez Ventura y Juan Manuel Díaz Caneja.
El 31 de marzo de 2003 el Ayuntamiento de su ciudad natal le concedió por unanimidad el título de Hijo Predilecto de Guadalajara.
En octubre del año 2010 sus cenizas y las de su mujer Carmen Soler fueron llevadas por sus hijos a Guadalajara y fueron trasladadas al cementerio.

## Obra literaria

### Obras propias

#### Narrativa
- La parturienta y otros cuentos y poemas en prosa satíricos sobre las clases reaccionarias españolas, Madrid: ed. Plutarco, 1936.
- Puentes de sangre. Narración a propósito del paso del Ebro, Madrid/Barcelona: Nuestro Pueblo, 1938.
- Acero de Madrid, Madrid / Barcelona: Nuestro Pueblo, 1938; Reedición, con prólogo de Alberto Garzón Espinosa y apéndice de Alejandro Pérez-Olivares, Madrid: Libros de la Ballena, 2017, ISBN 978-84-8344-572-3
- Cumbres de Extremadura (novela de guerrilleros), Madrid/Barcelona: Nuestro Pueblo, 1938.
- Niebla de cuernos (Entreacto en Europa), México: ed. Séneca, 1940.

#### Poesía y ensayo
- Revista En España ya esta todo preparado para que se enamoren los sacerdotes. Madrid, 1931.[6]
- Poesías de la guerra civil, Madrid: ed. del Quinto Regimiento, 1936.
- Guerra viva. Romances, Madrid: Ediciones Españolas, 1938; edición crítica de Guillermo Ginés Ramiro, Madrid: Escolar y Mayo Editores, 2016, ISBN 978-84-16020-63-8
- Rimado de Madrid. Primera parte, México: FOARE, 1946.
- Arbre sans terre / Árbol sin tierra, París; GLM, 1950.
- L'Arve a Tolède, Ginebra: Jeune Poésie, 1955.
- Diamanche, vers le Sud... (Hacia el sur se fue el domingo), París: Pierre Seghers, 1956.
- La suerte. Lettres-Poèmes, Ginebra: Le Club du Poème, 1961.
- A Antonio Machado, Ginebra: Le Club du Poème, 1965.
- El incendio, 1973.
- Cendres / Cenizas, Ginebra: Pajouvertes, 1975.
- ¿Por qué no estamos en España?, Ginebra: Jeune Poèsie, 1965.

#### Antologías de literatura española
- Romances amorosos del Siglo de Oro (1942)
- Sommets de la Littèrature Espagnole, Lausana: Rencontre, 1963.

#### Teatro
- Teatro para combatientes: El fusil, La voz de España y Torredongil, Valencia: Comisariado General de Guerra, 1937.
- José, Fosirena y el monstruo, guiñol.
- Carpio de Tajo, Buenos Aires: Ariadna, 1957.
- Mercurio y plomo. Tragicomedia en siete cuadros, 1965.
- La serrana de la Vera o la comedia de la televisión, Lausana: Rencontre, 1966.

### Obras conjuntas con otros autores
- Cantos de primavera, 1927. Obra conjunta de José Herrera Petere y Luis Felipe Vivanco.
- Romancero de la guerra española, ed. Panorama, Santiago de Chile, 1937.
- Romancero de los voluntarios de la libertad, Comisariado de Guerra de las Brigfadas Internacionales, Madrid, 1937.
- Poetas en la España leal, Ediciones Españolas, Madrid-Valencia, 1937.
- Homenaje de despedida a las Brigadas Internacionales, Ediciones Españolas, Madrid-Valencia, 1937.
- España heroica. Homenaje en el 2º aniversario de la lucha por su independencia, ed. Teatro del Pueblo, Buenos Aires, 1938.
- Colección de canciones de lucha, Topografía Moderna, Valencia, 1939.
- ¡Muera la inteligencia!, 1943. Teatro y guion de cine en colaboración con Álvaro de Albornoz.
- Romancero general de la guerra civil española, Imprenta López, Buenos Aires, 1944.
- Retablo Hispánico, Clavileño, Méjico, 1946.
- Romancero della Resistenza spagnola, Feltrinelli, Milán, 1960.
- Romancero español 1936-1939, Quetzal, Buenos Aires, 1967.